# Drenje Šćitarjevsko
 Drenje Šćitarjevsko  falu Horvátországban Zágráb megyében. Közigazgatásilag Nagygoricához tartozik.

## Fekvése
Zágráb központjától 12 km-re keletre, községközpontjától 8 km-re északkeletre, a Túrmező síkságán a Száva jobb partján, az A3-as autópálya mellett fekszik. 

## Története
A Túrmezei Nemesi Kerülethez tartozó település volt. Ezen belül közigazgatásilag a Polje (Campus) járáshoz tartozott. Lakói a Száva közelsége miatt sokat szenvedtek a folyó áradásaitól.
A túrmezei kerület megszüntetése után a falut is a Zágráb vármegyéhez  csatolták. 1857-ben 156, 1910-ben 176 lakosa volt. Trianon előtt Zágráb vármegye Nagygoricai járásához tartozott. 2001-ben a 212 lakosa volt. 

## Lakosság
| Lakosság változása | Lakosság változása | Lakosság változása | Lakosság változása | Lakosság változása | Lakosság változása | Lakosság változása | Lakosság változása | Lakosság változása | Lakosság változása | Lakosság változása | Lakosság változása | Lakosság változása | Lakosság változása | Lakosság változása |
| ------------------ | ------------------ | ------------------ | ------------------ | ------------------ | ------------------ | ------------------ | ------------------ | ------------------ | ------------------ | ------------------ | ------------------ | ------------------ | ------------------ | ------------------ |
| 1857               | 1869               | 1880               | 1890               | 1900               | 1910               | 1921               | 1931               | 1948               | 1953               | 1961               | 1971               | 1981               | 1991               | 2001               |
| 156                | 150                | 123                | 148                | 158                | 176                | 185                | 230                | 237                | 236                | 233                | 222                | 188                | 193                | 212                |

## Külső hivatkozások
- Velika Gorica hivatalos oldala
- Velika Gorica turisztikai egyesületének honlapja
- A Túrmező honlapja